# Kasteel van de graven van Herbeumont
Het Kasteel van de graven van Herbeumont is een kasteelruïne in het dorpje Herbeumont aan de rivier de Semois in provincie Luxemburg. De ruïne staat boven op steile heuvel van leisteen. De ruïnes zijn in 2010 gerenoveerd.
In 1200 kwam Herbeumont, via huwelijk, in bezit van de familie Walcourt-Rochefort. Tot dan maakte Herbeumont deel uit van de heerlijkheid Orgeo. Na twee generaties kwam Herbeumont in bezit van Jehan de Rochefort. In 1268 werd Herbeumont een zelfstandige heerlijkheid en bouwde Jehan er een kasteel om als zetel van zijn macht te dienen. De oorspronkelijke middeleeuwse burcht werd opgetrokken naar het model van Filips II van Frankrijk: een trapeziumvormig plan met zeven hoektorens, waaronder de machtige donjon verbonden door courtines met een grote binnenplaats. 
In de 16de eeuw was het kasteel toe aan dringende aanpassingswerken wegens de ontwikkelingen in artillerie: een bedding voor de kanonnen, meer beschutte torens en hoekpaviljoenen. Vanaf 1545 werd Herbeumont geïntegreerd bij de Terres wallonnes, de westelijke satelliet van de Keizerlijke vorstendommen. Op dat ogenblik kreeg de burcht de rol toebedeeld van grensbuffer tussen het Heilige Roomse Rijk en het koninkrijk Frankrijk. 
In 1558 werd de burcht voor de eerste keer belegerd door de Franse troepen onder leiding van de Hertog van Nevers. Gedurende de Dertigjarige Oorlog (1618-1648) werd de burcht meermaals vernield. Op 21 augustus 1657 namen de troepen van maarschalk de la Ferté de burcht in en staken deze in brand. 
Vier grote families volgde elkaar op in de heerlijkheid Herbeumont: de familie Orjo (1268-1420), de families La Marck-Rochefort (1420-1544), Stolberg (1544-1574) en Löwenstein (1574-1796).
Het kasteel controleerde de vallei van de Semois en staat op een driesprong van twee wegen uit Frankrijk richting Neufchâteau. Een route vertrekt van Sedan en loopt via Bouillon en de doorwaadbare plaats Manhelles; de andere weg komt van Carignan (voorheen Yvois) via de doorwaadbare plaats van le gué du Moulin.
Sedert 1993 is de archeologische site opgenomen in de lijst van het Uitzonderlijk Erfgoed van Wallonië.

## Afbeeldingen

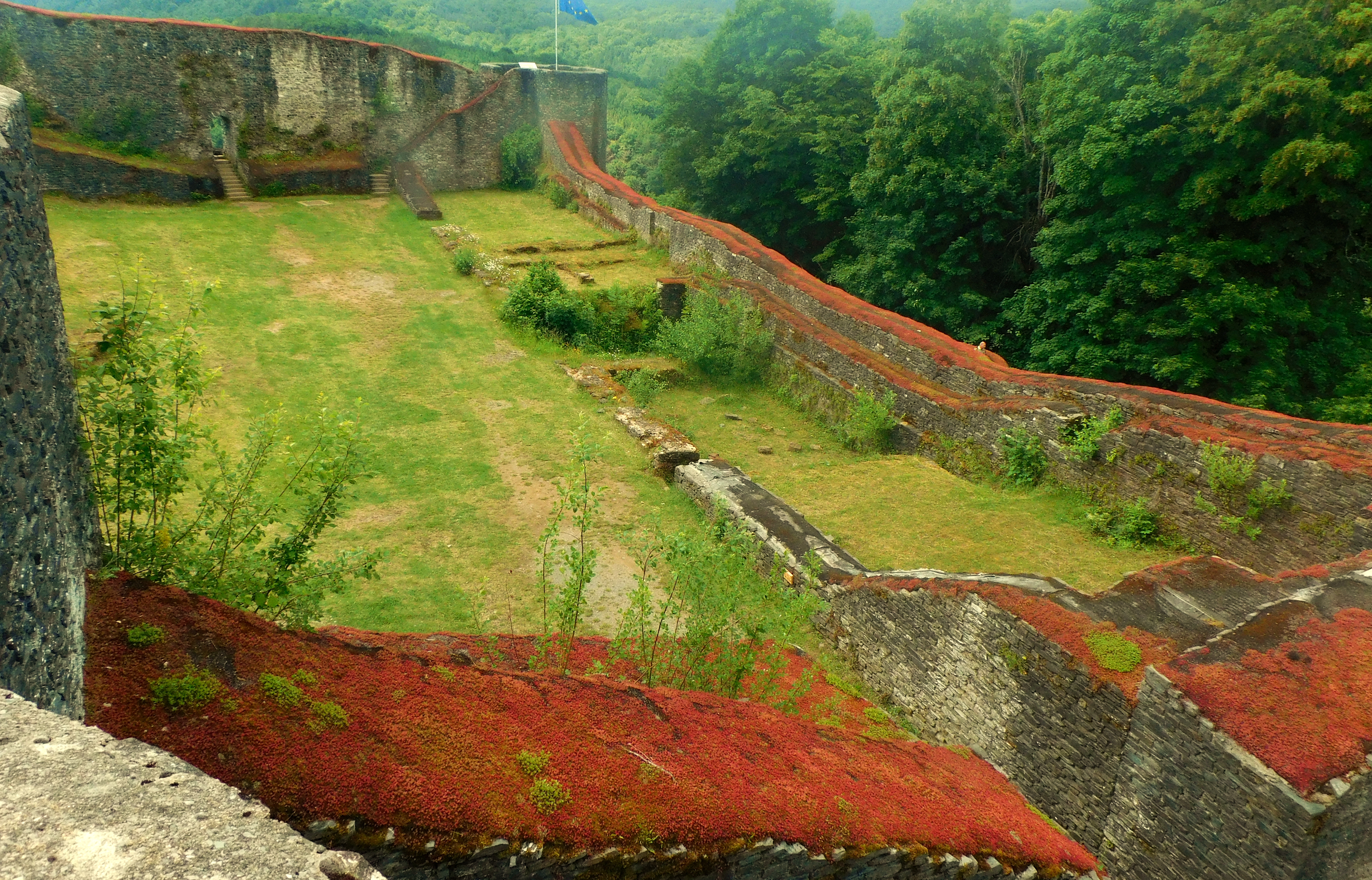
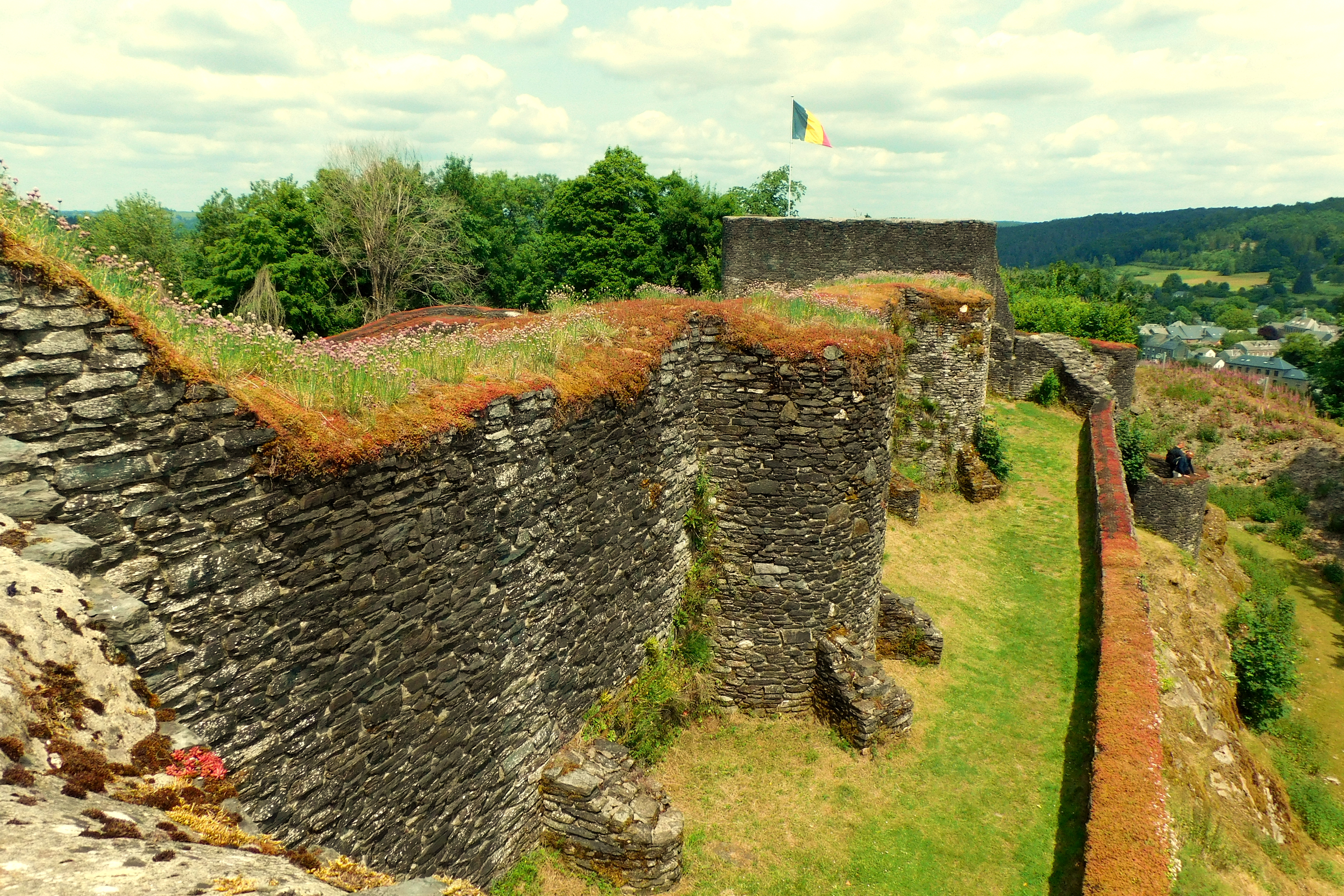
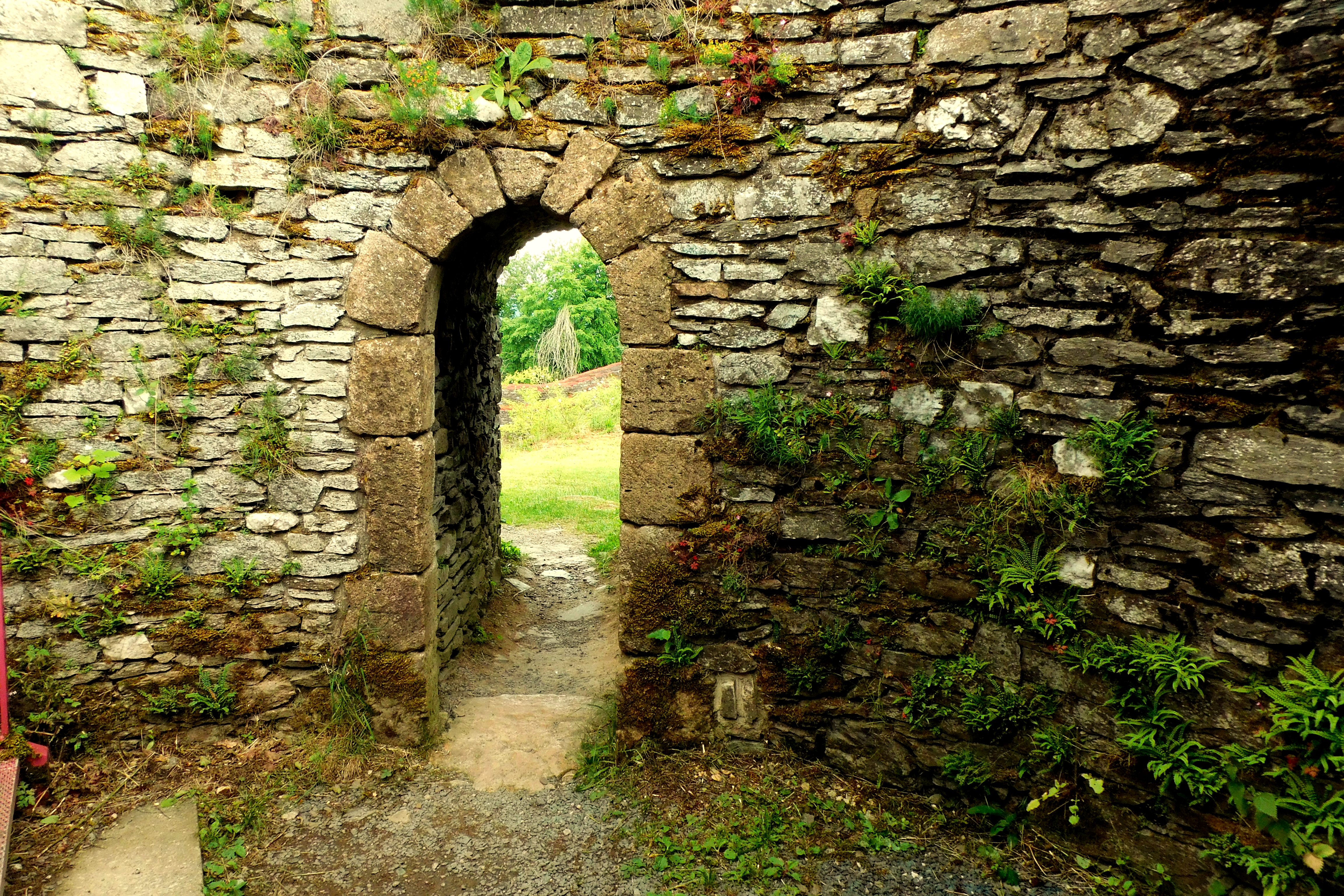
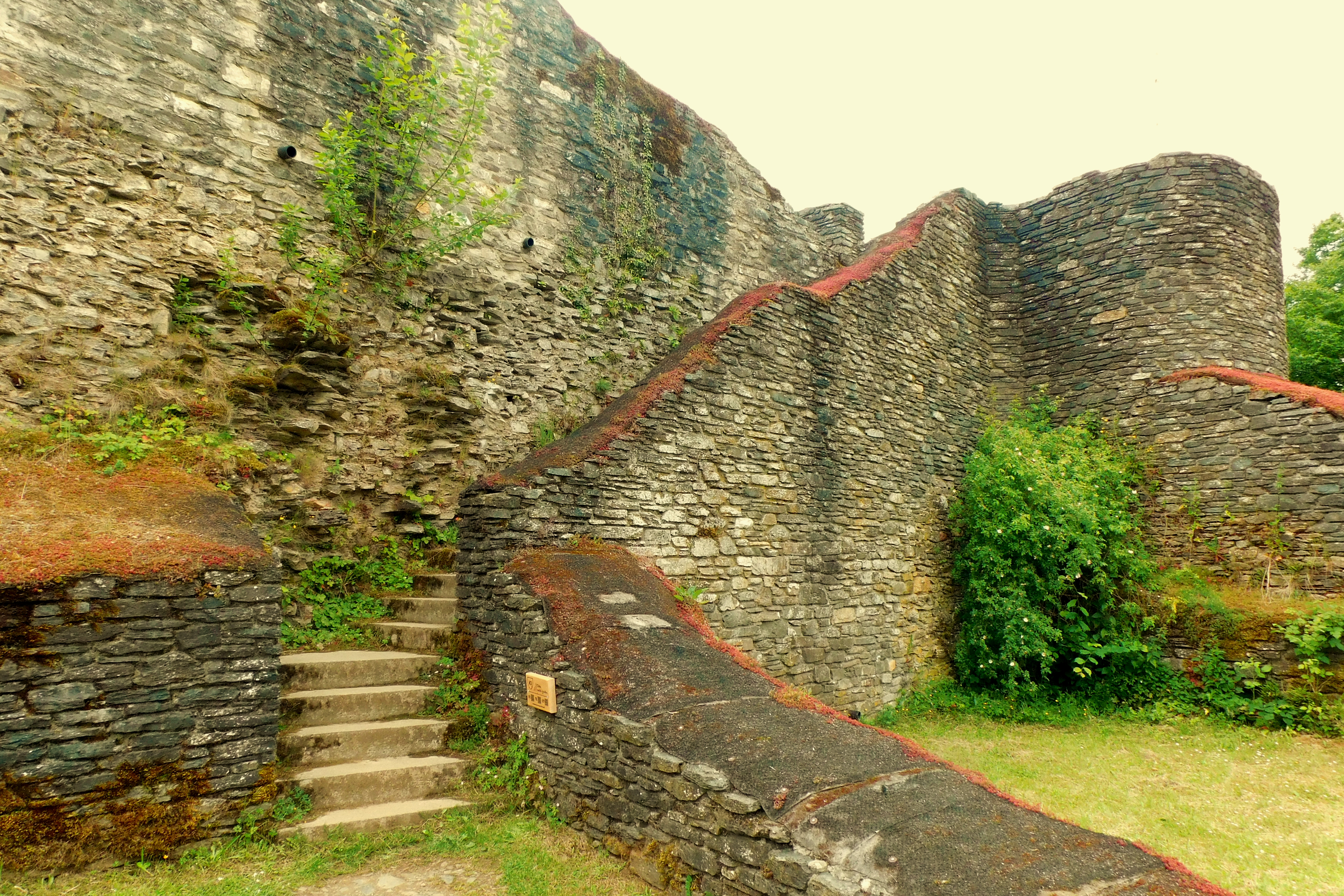
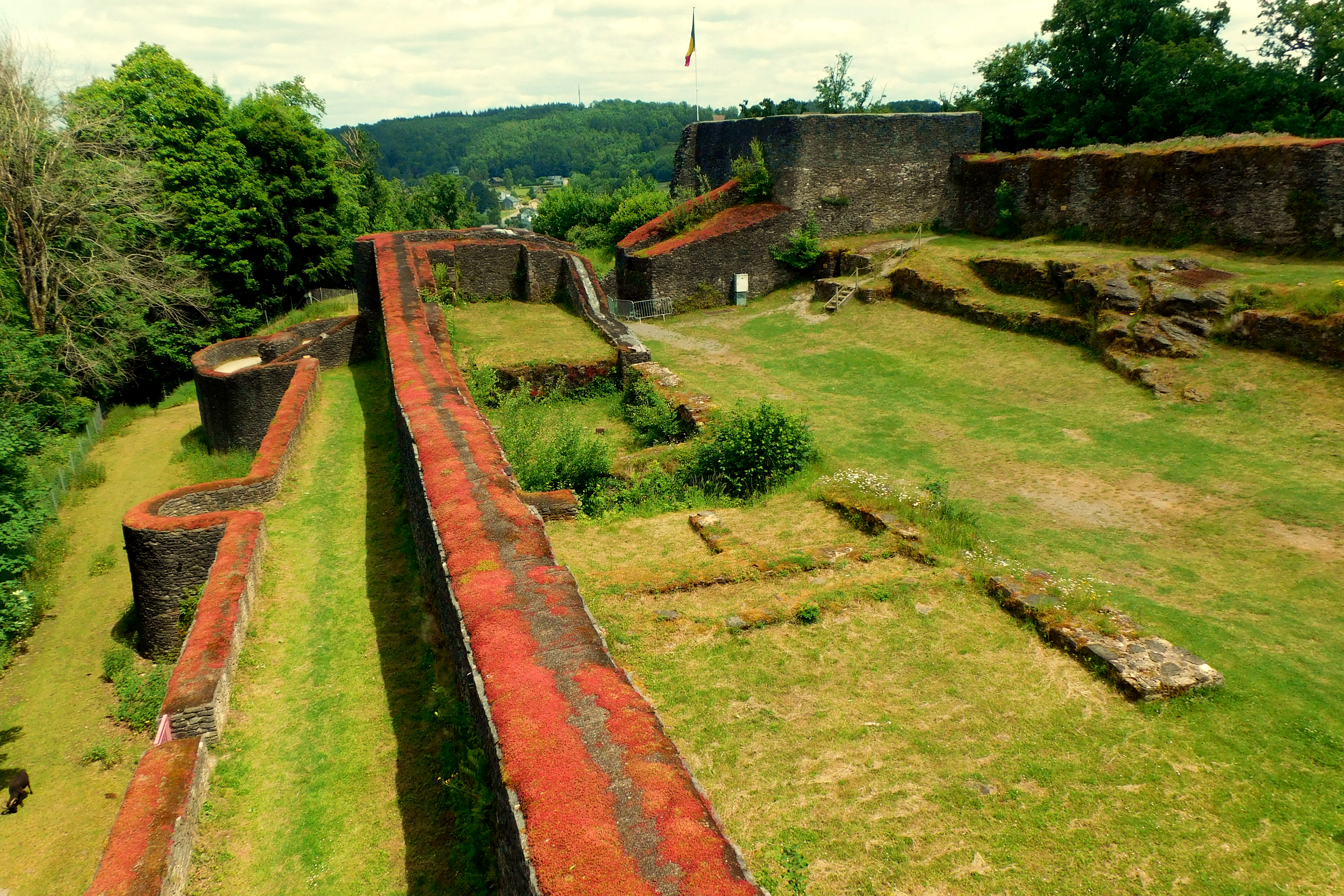